# Pica-soques de la Xina
El pica-soques de la Xina (Sitta villosa) és un ocell de la família dels sítids (Sittidae).

## Hàbitat i distribució
Habita boscos de coníferes, sobre tot pins, a l'oest i nord-est de la Xina, cap al nord-est fins Manxúria i Corea.